# Persone di nome Jean-Jacques
| Questa pagina contiene informazioni ricavate automaticamente dalle voci biografiche con l'ausilio del template Bio e di un bot. L'aggiornamento è periodico e automatico e ricostruisce completamente la pagina. Se manca una persona in questa lista, sei pregato di non aggiungerla, ma accertati piuttosto che la sua voce biografica contenga il template Bio e che i dati anagrafici siano correttamente compilati. Se il template Bio manca, inseriscilo tu stesso o, in alternativa, metti l'avviso {{tmp\|Bio}} che ne segnala la mancanza. Se i dati riportati sono sbagliati, correggi direttamente la voce biografica; le modifiche saranno visibili in questa lista entro pochi giorni. Per chiarimenti vedi il progetto antroponimi. La lista contiene solo le 77 persone che sono citate nell'enciclopedia e per le quali è stato implementato correttamente il template Bio. Pagina aggiornata al 16 ott 2024. |

Questa è una lista di persone presenti nell'enciclopedia che hanno il prenome Jean-Jacques, suddivise per attività principale.

## Allenatori di calcio(2)
- Jean-Jacques Eydelie, allenatore di calcio e ex calciatore francese (Angoulême, n. 1966)
- Jean-Jacques Pierre, allenatore di calcio e ex calciatore haitiano (Léogâne, n. 1981)

## Antiquari(1)
- Jean-Jacques Boissard, antiquario, poeta e storico francese (Besançon, n. 1528 - Metz, † 1602)

## Architetti(1)
- Jean-Jacques Lequeu, architetto e disegnatore francese (Rouen, n. 1757 - Parigi, † 1826)

## Armonicisti(1)
- Jean-Jacques Milteau, armonicista francese (Parigi, n. 1950)

## Astronomi(1)
- Jean-Jacques Blanpain, astronomo francese (Marsiglia, n. 1777 - Marsiglia, † 1843)

## Attori(1)
- Jean-Jacques Rausin, attore belga (n. 1977)

## Avvocati(1)
- Jean-Jacques Castoldi, avvocato, giudice e politico svizzero (Ginevra, n. 1804 - Ginevra, † 1871)

## Calciatori(12)
- Jean-Jacques Bougouhi, calciatore ivoriano (Bingerville, n. 1992)
- Jean Craane, calciatore olandese (Willemstad, n. 2003)
- Jean-Jacques Gosso, ex calciatore ivoriano (Abidjan, n. 1983)
- Jean-Jacques Kretzschmar, calciatore francese (Lilla, n. 1925 - Dreux, † 1985)
- Jean-Jacques Mandrichi, ex calciatore francese (Bastia, n. 1984)
- Jean-Jacques Marcel, calciatore francese (Brignoles, n. 1931 - Marsiglia, † 2014)
- Jean-Jacques Marx, ex calciatore francese (Fegersheim, n. 1957)
- Jean-Jacques Maurer, calciatore svizzero (n. 1931 - † 1990)
- Jean-Jacques Missé-Missé, ex calciatore camerunese (Yaoundé, n. 1968)
- Jean-Jacques N'Domba, ex calciatore della Repubblica del Congo (Pointe-Noire, n. 1960)
- Jean-Jacques Tizié, ex calciatore ivoriano (Abidjan, n. 1972)
- Jean-Jacques Yemweni, ex calciatore della Repubblica Democratica del Congo (Kinshasa, n. 1976)

## Cantautori(2)
- Jean-Jacques Debout, cantautore e compositore francese (Parigi, n. 1940)
- Jean-Jacques Goldman, cantautore francese (Parigi, n. 1951)

## Cavalieri(1)
- Jean-Jacques Guyon, cavaliere francese (Parigi, n. 1932 - Parigi, † 2017)

## Cestisti(1)
- Jean-Jacques da Conceição, ex cestista angolano (Kinshasa, n. 1964)

## Chitarristi(1)
- Boulou Ferré, chitarrista e compositore francese (Parigi, n. 1951)

## Compositori(2)
- Jean-Jacques Beauvarlet-Charpentier, compositore, organista e clavicembalista francese (Abbeville, n. 1734 - Parigi, † 1794)
- Jean-Jacques Perrey, compositore francese (Amiens, n. 1929 - Morges, † 2016)

## Dirigenti sportivi(1)
- Jean-Jacques Aeschlimann, dirigente sportivo, ex hockeista su ghiaccio e allenatore di hockey su ghiaccio svizzero (Bienne, n. 1967)

## Drammaturghi(1)
- Jean-Jacques Bernard, commediografo e scrittore francese (Enghien-les-Bains, n. 1888 - Montgeron, † 1972)

## Filosofi(2)
- Jean-Jacques Burlamaqui, filosofo, giurista e scrittore svizzero (Ginevra, n. 1694 - Ginevra, † 1748)
- Jean-Jacques Rousseau, filosofo, scrittore e pedagogista svizzero (Ginevra, n. 1712 - Ermenonville, † 1778)

## Generali(1)
- Jean-Jacques Uhrich, generale francese (Phalsbourg, n. 1802 - Parigi, † 1886)

## Giuristi(2)
- Jean-Jacques Régis de Cambacérès, giurista e politico francese (Montpellier, n. 1753 - Parigi, † 1824)
- Jean-Jacques Urvoas, giurista e politico francese (Brest, n. 1959)

## Illustratori(2)
- Jean Jacques Chagnaud, illustratore e fumettista francese (n. 1953)
- Jean-Jacques Sempé, illustratore francese (Bordeaux, n. 1932 - Ampus, † 2022)

## Ingegneri(3)
- Jean-Jacques Dordain, ingegnere aeronautico francese (Estrun, n. 1946)
- Jean-Jacques Favier, ingegnere e astronauta francese (Kehl, n. 1949 - † 2023)
- Jean-Jacques Velasco, ingegnere e saggista francese (n. 1946)

## Judoka(1)
- Jean-Jacques Mounier, ex judoka francese (Lisbona, n. 1949)

## Litografi(1)
- Jean-Jacques Champin, litografo e illustratore francese (Sceaux, n. 1796 - Parigi, † 1860)

## Magistrati(2)
- Jean-Jacques Duval d'Eprémesnil, magistrato e politico francese (Puducherry, n. 1745 - Parigi, † 1794)
- Jean-Jacques de Mesmes, magistrato e politico francese (Parigi, n. 1640 - Parigi, † 1688)

## Marciatori(1)
- Jean-Jacques Nkouloukidi, marciatore italiano (Roma, n. 1982)

## Medici(3)
- Jean-Jacques Guilbert, medico e pedagogista francese (Malakoff, n. 1928 - Ginevra, † 2021)
- Jean-Jacques Paulet, medico e micologo francese (Anduze, n. 1740 - Fontainebleau, † 1826)
- Jean-Jacques Razafindranazy, medico malgascio (Amboangibe, n. 1952 - Lilla, † 2020)

## Militari(1)
- Jean-Jacques Dessalines, militare e politico haitiano (Grande-Rivière-du-Nord, n. 1758 - Port-au-Prince, † 1806)

## Musicisti(1)
- Jean-Jacques Burnel, musicista, cantante e produttore discografico britannico (Notting Hill, n. 1952)

## Musicologi(1)
- Jean-Jacques Nattiez, musicologo e etnomusicologo francese (Amiens, n. 1945)

## Naturalisti(1)
- Jean-Jacques Kieffer, naturalista, botanico e entomologo francese (Guinkirchen, n. 1857 - Bitche, † 1925)

## Pallamanisti(1)
- Jean-Jacques Acquevillo, pallamanista francese (Le Lamentin, n. 1989)

## Pittori(2)
- Jean-Jacques Bachelier, pittore e scrittore francese (Parigi, n. 1724 - Parigi, † 1806)
- Jean-Jacques Henner, pittore francese (Bernwiller, n. 1829 - Parigi, † 1905)

## Politici(5)
- Jean-Jacques Challet-Venel, politico svizzero (Ginevra, n. 1811 - † 1893)
- Jean-Jacques De Gucht, politico belga (Monaco di Baviera, n. 1983)
- Jean-Jacques Servan-Schreiber, politico, giornalista e scrittore francese (Parigi, n. 1924 - Fécamp, † 2006)
- Jean-Jacques Susini, politico francese (Algeri, n. 1933 - Parigi, † 2017)
- Jean-Jacques Willmar, politico lussemburghese (Lussemburgo, n. 1792 - Lussemburgo, † 1866)

## Presbiteri(1)
- Jean-Jacques Olier, presbitero francese (Parigi, n. 1608 - Parigi, † 1657)

## Registi(4)
- Jean-Jacques Annaud, regista, sceneggiatore e produttore cinematografico francese (Juvisy-sur-Orge, n. 1943)
- Jean-Jacques Beineix, regista e produttore cinematografico francese (Parigi, n. 1946 - Parigi, † 2022)
- Jean-Jacques Mantello, regista francese
- Jean-Jacques Zilbermann, regista e sceneggiatore francese (n. 1955)

## Rivoluzionari(1)
- Jean-Jacques Pillot, rivoluzionario e scrittore francese (Vaux-Lavalette, n. 1808 - Melun, † 1877)

## Rugbisti a 15(1)
- Jean-Jacques Crenca, ex rugbista a 15 e allenatore di rugby a 15 francese (Marmande, n. 1969)

## Sciatori alpini(1)
- Jean-Jacques Bertrand, ex sciatore alpino e sciatore di velocità francese (Parigi, n. 1956)

## Scrittori(3)
- Jean-Jacques Ampère, scrittore francese (Lione, n. 1800 - Pau, † 1864)
- Jean-Jacques Barthélemy, scrittore, numismatico e archeologo francese (Cassis, n. 1716 - Parigi, † 1795)
- Jean-Jacques de Sellon, scrittore, filantropo e collezionista d'arte svizzero (Ginevra, n. 1782 - Belfort, † 1839)

## Scultori(3)
- Jean-Jacques Caffieri, scultore francese (Parigi, n. 1725 - † 1792)
- Jean-Jacques Feuchère, scultore francese (Parigi, n. 1807 - Parigi, † 1852)
- James Pradier, scultore e pittore svizzero (Ginevra, n. 1790 - Bougival, † 1852)

## Storici(2)
- Jean-Jacques Altmeyer, storico belga (Lussemburgo, n. 1804 - Bruxelles, † 1877)
- Jean-Jacques Glassner, storico francese (Bischwiller, n. 1944)

## Vescovi cattolici(1)
- Jean Jacques Bouhier, vescovo cattolico francese (Digione, n. 1666 - Digione, † 1744)

## Violinisti(1)
- Jean-Jacques Kantorow, violinista e direttore d'orchestra francese (Cannes, n. 1945)